# Paseo de las estrellas de Tijuana
El paseo de las estrellas de Tijuana es un andador que corre a lo largo de la avenida Revolución en Tijuana, Baja California. Fue inaugurada en 2014 por parte del Comité de Turismo y Convenciones de Tijuana con el fin de crear un nuevo atractivo turístico para la región, aprovechando la cantidad de artistas que visitan la ciudad desde cantantes, actores, cineastas y demás personajes famosos, buscando recrear esa época de oro que se vivió en la ciudad, donde las grandes estrellas nacionales e internacionales, venían a visitar esta localidad.
El andador está compuesto por un recuadro de mármol con una estrella roja en su interior en el que está escrito el nombre del famoso. 

## Famosos con estrella

### Música
- Laura Pausini
- José José
- Javier Bátiz[2][3][4]
- José Luis Perales
- Juan Gabriel[5]
- El Consorcio
- La Original Banda El Limón[6]
- Julio Preciado
- Rocío Banquells[7]
- Mariachi Vargas[8]

- Panteón Rococó[9]
- Raúl Di Blasio[10]
- Francisco Céspedes[11]
- Celso Piña[12]
- Joan Sebastian[13]
- Mocedades[14]
- David Bisbal[15]
- Alejandro Sanz[16]
- Ana Torroja[17]
- Susana Zabaleta[18]
- Sin Bandera[19]
- Lucía Méndez[20]
- Yuri
- Lupita D'lessio

### Cine y TV
- Rafael Amaya[21]
- Damián Alcázar[22]